# Париж (Дай мені вогню)
Париж (Дай Мені Вогню) — третій сингл українського гурту Друга Ріка з шостого студійного альбому «Supernation», який було випущено 22 квітня 2015 року. Також пісня стала титульною композицією цього альбому. На підтримку синглу було відзнято відеокліп. В рамках концертів на підтримку матеріалу з нового альбому, музиканти починали цією композицією свої живі виступи.

## Музичний кліп
Першими переглянути нове відео «Другої Ріки» мали змогу учасники офіційної спільноти гурту ВКонтакті. Тоді ж відбулася і телепрем'єра кліпу «Париж» на каналі RuMusic та в ранковому шоу «Сніданок з 1+1». Режисером екранізованої ганстерсько-любовної історії, що розгортається у Парижі, виступив кліпмейкер Влад Разіховській, а місце за операторськими камерами зайняли Олексій Даценко та Кадім Тарасов. Продюсування нового кліпу належить Віталію Денчуку .

## Список композицій
| #  | Назва                    | Тривалість |
| -- | ------------------------ | ---------- |
| 1. | «Париж (Дай Мені Вогню)» | 4:00       |

## Музиканти
Друга Ріка
- Валерій Харчишин — вокал
- Олександр Барановський — гітара
- Сергій Біліченко — гітара
- Сергій Гера — клавішні
- Олексій Дорошенко — барабани

Додаткові музиканти
- Андрій Лавриненко — бас-гітара

## Чарти
| Чарт (2015)                   | Позиція |
| ----------------------------- | ------- |
| Ukraine Top 40                | 13      |
| Top City & Country Radio Hits | 49      |

| Річний чарт (2015) | Позиція |
| ------------------ | ------- |
| Ukraine Top 40     | 26      |